# Иванов-Ардашев, Владимир Васильевич
Влади́мир Васи́льевич Ивано́в-Арда́шев (30 июля 1951 — 30 октября 2021) — российский дальневосточный писатель, историк, исследователь восточной ветви Русского зарубежья, журналист, член Союза журналистов СССР/России (1988), член Союза писателей России (2016), член РГО (1976), член Союза писателей Северной Америки (2020), член Международной академии развития литературы и искусства (2021, Канада). Жил и работал в Хабаровске.

## Биография
Владимир Иванов родился 30 июля 1951 года в г. Анадырь. С 1957 года жил в Хабаровске.
В 1969 г. — окончил среднюю школу № 2 Хабаровска, ныне Математический лицей.
В 1969—1970 г. — учился на отделении журналистики Дальневосточного государственного университета (Владивосток).
В 1976 г. — окончил исторический факультет Хабаровского государственного педагогического института, диплом учителя истории и обществоведения.
Работал нештатным референтом в отделе Хабаровского крайкома комсомола, анализировал молодёжные радикальные движения в зарубежных странах, почасовиком в Хабаровском институте народного хозяйства (ХИНХ), преподавал экономическую историю.
Сотрудничал с редакциями краевых газетах, радио и телевидения.
С 1982 по 1984 г. — собственный корреспондент краевого радио в Амурском районе.
С 1984 по 1986 г. — собственный корреспондент газеты «Молодой дальневосточник».
С 1986 по 1989 г. — корреспондент газеты «Амурский машиностроитель» (Амурск).
С 1989 по 1992 г. — корреспондент газеты «Амурская заря».
С 1992 по 1997 г. — редактор газеты «Трудовой ритм» завода «Вымпел» (Амурск).
С 1998 по 2002 г. — научный сотрудник Хабаровского музея археологии.
С 2002 по 2005 г. — заведующий отделом очерка и публицистики журнала «Дальний Восток».
С 2005 по 2006 г. — редактор, затем директор газеты «Восход-Ванино». Выпускал частную газету «Ванинский Арбат».
С 2006 по 2012 г. — редактор издательского отдела Хабаровского краевого музея им. Н. И. Гродекова.
С 2013 по 2016 г. — редактор газеты «Приамурский казачий вестник».
С 2015 г. — старший инспектор по мониторингу инфраструктурных проектов министерства промышленности и транспорта Хабаровского края.
Вышел на пенсию, профессионально занимался литературным трудом.
Скоропостижно скончался 30 октября 2021 года. Кремирован и похоронен 8 ноября на Матвеевском кладбище в Хабаровске, в секторе 194.

## Творчество
Автор одиннадцати художественных и публицистических книг, сценарист и ведущий документальных фильмов, в том числе, «Амур — дорога тысячелетий» (2004), за который удостоен губернаторской премии Хабаровского края в области литературы и искусства.
Снимался в художественных фильмах, в китайском х/ф «Синий поезд».
Изучил родословную по отцовской линии до десятого поколения.
Исследовал биографии и творчество писателей-эмигрантов. Общался и много лет состоял в литературной переписке с писателями-эмигрантами А. П. Хейдоком, В. Ю. Янковским, Г. Г. Пермяковым.
Редактировал сборник «Вестник Приамурского историко-родоведческого общества», выпуски которого стали известны не только в нашей стране, но и за рубежом.
Книги автора есть в американских научных библиотеках. Автор регулярно публиковался в русскоязычных изданиях США, Израиля, Австралии.
Многие годы изучал вопросы геополитики.
Книги о писателях-эмигрантах, а также переписка и другие архивные материалы переданы в два личных архивных фонда — в Государственный архив Хабаровского края и Приморской государственной публичной библиотеки им. А. М. Горького.
В 1999 году крестился в Русской Православной Старообрядческой Церкви.
Приставка «Ардашев» появилась в книге «Эхо Русского зарубежья» (2006), в честь деда по отцовской линии Ардашева Георгия Васильевича, участника Гражданской войны.
Свои труды завещал передать Дагестану.

## Общественная деятельность
Автор открытого письма президенту России В. В. Путину, в котором подчеркнул необходимость сохранения культурных и исторических ценностей. В публикации «Хабаровский археолог просит Путина сохранить историю в зоне затопления ГЭС», а также «Японский археолог очень надеется на Путина-сэнсэя», по просьбе японского коллеги вновь обратился к главе государства.

## Семья
- Отец — Василий Иванович Иванов[23][24] (1921—1977) — военный лётчик.
- Мать — Лидия Михайловна Иванова, в девичестве Ачкасова (1926—1997) — медсестра в военных госпиталях.
- Старшая сестра Татьяна Иванова, в замужестве Жарова (1947—2005) — инженер-строитель.
- Жена Наталья, в девичестве Козырева (1957—2002), метеоролог.
- Сын Борис (1979) — капитан запаса, врач-бактериолог.

## Награды
- Ведомственный почётный знак «Отличник погранслужбы РФ» второй и третьей степеней (2002—2003).
- Медали Уссурийского и Волжского войсковых казачьих обществ (2014).
- Почётный знак «Союза офицеров России» (2015), личное оружие — казачья шашка.
- Лауреат премии губернатора Хабаровского края в области литературы и искусства (2004).
- Почётный диплом Союза журналистов России (2016).
- Лауреат Всероссийской литературной премии «Белуха» имени писателя-эмигранта Г. Д. Гребенщикова (2020)[25].

Отмечен медалями региональной выставки «Печатный двор» (Владивосток), другими наградами.
Имеет зарубежные награды:
- почётный диплом лауреата Международного литературного конкурса «Простаки за границей» им. Марка Твена (Канада),
- почётный знак академика Международной академии развития литературы и искусства «МАРЛИ» (2021, Канада)[26][27][28],
- диплом лауреата международной литературной премии им. Де Ришельё (2021, Украина)[29][30].

Казачий чин — подъесаул (капитан).

## Сочинения
- Путь к сердцу дракона. Очерки об археологах. — Хабаровск: Государственный музей Дальнего Востока им. Н. И. Гродекова, 2004 (три издания).
- Эхо Русского зарубежья. Очерки и переписка с писателями-эмигрантами. — Хабаровск: Хабаровский краевой музей им. Н. И. Гродекова, 2006 (три издания, дополненных).
- Тайны забытых этносов. Очерки о далеком прошлом Приамурья. — Хабаровск: Хабаровский краевой музей им. Н. И. Гродекова, 2007.
- Злой рок чужбины. Очерки былого лихолетья. Очерки, письма, интервью. — Хабаровск: Хабаровский краевой музей им. Н. И. Гродекова, 2008.
- Оружейная поляна. Роман. — Хабаровск: книжное издательство краевой типографии «Риотип», 2011.
- Судьба оружейников. Роман. — Хабаровск: книжное издательство краевой типографии «Риотип», 2013.
- Топор войны. Очерки об археологах. — Хабаровск: книжное издательство краевой типографии, 2015[31].
- Капитаны архивных дебрей. По следам Русского зарубежья. Заметки публициста. — Хабаровск: Хабаровский краевой музей им. Н. И. Гродекова, 2016.
- И останется слово. На краю книжной галактики. Записки публициста. — Хабаровск: издательство журнала «Дальний Восток», 2017.
- Берег абсурда. Роман-фантасмагория. — Хабаровск: краевая типография, 2018.
- Куда плывут гробы Отечества. Записки публициста. — Хабаровск: Хабаровская краевая типография, 2020.